# William Grossman
William Grossman (1906 — 1980) foi um tradutor estadunidense. Traduziu para o inglês importantes obras da literatura brasileira, como Gabriela, Cravo e Canela, lançado originalmente em 1958 pelo escritor baiano Jorge Amado. 
1. ↑  «Gabriela, clove and cinnamon». www.usp.br. Consultado em 18 de outubro de 2024